# Nyköpings stad
Denna artikel handlar om den tidigare kommunen Nyköpings stad. För orten se Nyköping, för dagens kommun, se Nyköpings kommun.
Nyköpings stad var en stad och kommun i Södermanlands län. 

## Administrativ historik
Obestyrkta uppgifter pekar ut 1260 som tidpunkten då Nyköping fick sina första stadsprivilegier. Då fanns i staden en kunglig borg, mynthus, kyrka och franciskanerkloster (sedan 1280). Dess äldsta bevarade stadsprivilegier härrör från 1315.
Staden blev en egen kommun, enligt Förordning om kommunalstyrelse i stad (SFS 1862:14) 1 januari 1863, då Sveriges kommunsystem infördes. År 1950 inkorporerades de delar av Nikolai landskommun i Nyköpings stad som inte utbrutits vid den tidpunkten för att bilda Oxelösunds stad. 1967 inkorporerades Svärta landskommun med Nyköpings stad. 1971 gick staden upp i den då nybildade Nyköpings kommun.
Stadsförsamlingar var Nyköpings västra församling och Nyköpings östra församling. Den västra uppgick 1953 i Nyköpings Sankt Nicolai församling.  Församlingen uppgick 2014 i Nyköpings församling.

### Sockenkod
För registrerade fornfynd med mera så återfinns staden inom ett område definierat av sockenkod 0357 som motsvarar den omfattning staden hade kring 1950, vilket innebär att den också omfattar den del av Sankt Nicolai socken som inte blev Oxelösunds stad.

## Stadsvapnet
Blasonering: I fält av silver ett rött borgtorn med krenelerad väktargång och spetsig tornhuv.
Motivet är känt sedan 1359 först som sigill och senare som vapen. Det fastställdes för Nyköpings stad av Kungl Maj:t år 1945.  Det registrerades i PRV år 1974.

## Geografi
Nyköpings stad omfattade den 1 januari 1952 en areal av 82,28 km², varav 81,77 km² land. Efter nymätningar och arealberäkningar färdiga den 1 januari 1961 omfattade staden samma datum en areal av 85,51 km², varav 85,09 km² land.

### Tätorter i staden 1960
| Tätort          | Folkmängd |
| --------------- | --------- |
| Nyköping        | 19 942    |
| Oppeby, del ava | 3 073     |

Tätortsgraden i staden var den 1 november 1960 95,1 procent.

## Politik

### Mandatfördelning i valen 1919–1966
| 19 | 5 | 10 |

| 31 |

| 18 | 4 | 12 |

| 31 |

| 2 | 16 | 4 | 12 |

| 32 |

| 2 | 18 | 4 | 10 |

| 33 |

| 19 | 2 | 3 | 10 |

| 32 |

| 19 | 2 | 3 | 10 |

| 32 |

| 21 | 2 | 3 | 8 |

| 31 |

| 22 | 5 | 7 |

| 30 |

|  | 21 | 6 | 6 |

| 28 | 6 |

| 25 |  | 9 | 5 |

| 31 | 9 |

| 25 | 8 | 7 |

| 30 | 10 |

| 24 |  | 6 | 9 |

| 32 | 8 |

| 24 |  | 8 | 7 |

| 32 | 8 |

| 25 | 4 | 8 | 8 |

| 32 | 13 |

## Rådhusrätten
Staden hade egen jurisdiktion med rådhusrätt och magistrat, som lydde under Svea hovrätt. De sista magistraten i Sverige upphörde 1965. Nyköpings rådhusrätt upphörde 1 januari 1969 - två år innan Tingsrättsreformen i Sverige, då de sista kvarvarande rådhusrätterna samt häradsrätterna omvandlades till tingsrätter. Nyköpings rådhusrätt uppgick då i Nyköpings domsagas tingslag, som året efter bildade Nyköpings tingsrätt.

### Fotnoter
^a Tätorten Oppeby var delad mellan Nyköpings stad (3 073 inv.) och Svärta landskommun (847 inv.) 
1. ↑  Det medeltida Sörmland, Johan Anund & Linda Qviström, Lund 2010
2. ↑  Per Andersson: Sveriges kommunindelning 1863-1993, Draking, Mjölby 1993, ISBN 91-87784-05-X, s. 17
3. ↑  ”Förteckning (Sveriges församlingar genom tiderna)”. Skatteverket. 1989. http://www.skatteverket.se/privat/folkbokforing/omfolkbokforing/folkbokforingigaridag/sverigesforsamlingargenomtiderna/forteckning.4.18e1b10334ebe8bc80003999.html. Läst 17 december 2013.
4. ↑  ”Församlingar”. Statistiska centralbyrån. https://www.scb.se/hitta-statistik/regional-statistik-och-kartor/regionala-indelningar/forsamlingar/. Läst 30 december 2022.
5. ↑  Fornminnesregistret, Riksantikvarieämbetet: Nyköpings stad Fornminnen i socknen erhålls på kartan genom att skriva in sockennamn (utan "socken") i "Ange geografiskt område"
6. ↑   (PDF) Folkräkningen den 31 december 1950, I, Areal och folkmängd inom särskilda förvaltningsområden m.m., Tätorter. Stockholm: Statistiska centralbyrån. 1952-05-19. sid. 15. Arkiverad från originalet den 1 oktober 2014. https://www.webcitation.org/6T09ZkyrB?url=http://www.scb.se/Grupp/Hitta_statistik/Historisk_statistik/_Dokument/SOS/Folkrakningen_1950_1.pdf. Läst 9 oktober 2014 Arkiverad 29 oktober 2013 hämtat från the Wayback Machine.
7. ↑   (PDF) Folkräkningen den 1 november 1960, I, Folkmängd inom kommuner och församlingar efter kön, ålder, civilstånd m.m.. Stockholm: Statistiska centralbyrån. 1965-09-30. sid. 8. Arkiverad från originalet den 15 juli 2015. https://www.webcitation.org/6a1zkRbkC?url=http://www.scb.se/Grupp/Hitta_statistik/Historisk_statistik/_Dokument/SOS/Folkrakningen_1960_01.pdf. Läst 26 december 2014 Arkiverad 14 oktober 2013 hämtat från the Wayback Machine.
8. ↑  SCB Folkräkningen 1960 del 2 Arkiverad 24 september 2015 hämtat från the Wayback Machine. sida 18 i pdf:en
9. ↑  SCB Befolkning och Folkmängd 1968 del 2: Kommunblock, judiciella och kyrkliga indelningar sida 81 i pdf:en anmärkningar
10. ↑  Elsa Trolle Önnerfors: Domsagohistorik - Nyköpings tingsrätt (del av Riksantikvarieämbetets Tings- och rådhusinventeringen 1996-2007)